# Ahmed Sayed
Ahmed Sayed – meglio noto come Zizo – (in arabo أحمد سيد‎?; Il Cairo, 10 gennaio 1996) è un calciatore egiziano, centrocampista dell'Al-Ahly e della nazionale egiziana.

## Caratteristiche tecniche
Agisce prevalentemente da trequartista alle spalle degli attaccanti.

## Carriera

### Club
Muove i suoi primi passi nelle giovanili dell'JMG Academy Cairo, per poi approdare al Lierse all'età di 17 anni. Nel 2014 sottoscrive il suo primo contratto da professionista con la società belga. Esordisce in prima squadra il 29 marzo 2014 contro il Waasland-Beveren, sostituendo Souleymane Diomandé al 59'. Il 21 gennaio 2017 passa in prestito al Nacional, in Portogallo. Esordisce nel campionato portoghese la settimana seguente contro l'Arouca, sostituendo Tiago Rodrigues al 59'. Messo ai margini della rosa del Lierse, il 30 agosto firma un triennale con il Moreirense. Il 25 gennaio 2019 si accorda con lo Zamalek.

### Nazionale
Esordisce in nazionale il 7 novembre 2019 contro la Liberia in amichevole. Il 29 dicembre 2021 viene incluso dal CT Carlos Queiroz nella lista definitiva dei 25 convocati per la fase finale della Coppa d'Africa 2021, dove l'Egitto viene sconfitto in finale dal Senegal ai calci di rigore.
Il 30 dicembre 2023 viene incluso dal CT Rui Vitória nella rosa dei 27 convocati per la fase finale della Coppa d'Africa 2023, disputata in Costa d'Avorio. L'Egitto verrà eliminato agli ottavi di finale dalla RD del Congo ai calci di rigore.

## Statistiche

### Presenze e reti nei club
Statistiche aggiornate al 25 giugno 2025.
| Stagione          | Squadra           | Campionato        | Campionato | Campionato | Coppe nazionali | Coppe nazionali | Coppe nazionali | Coppe continentali | Coppe continentali | Coppe continentali | Altre coppe  | Altre coppe | Altre coppe | Totale | Totale |
| Stagione          | Squadra           | Comp              | Pres       | Reti       | Comp            | Pres            | Reti            | Comp               | Pres               | Reti               | Comp         | Pres        | Reti        | Pres   | Reti   |
| ----------------- | ----------------- | ----------------- | ---------- | ---------- | --------------- | --------------- | --------------- | ------------------ | ------------------ | ------------------ | ------------ | ----------- | ----------- | ------ | ------ |
| 2013-2014         | Lierse            | D1                | 0+5        | 0          | CB              | 0               | 0               | -                  | -                  | -                  | -            | -           | -           | 5      | 0      |
| 2014-2015         | Lierse            | D1                | 27+7       | 2          | CB              | 1               | 0               | -                  | -                  | -                  | -            | -           | -           | 35     | 2      |
| 2015-2016         | Lierse            | D2                | 20         | 2          | CB              | 0               | 0               | -                  | -                  | -                  | -            | -           | -           | 20     | 2      |
| 2016-gen. 2017    | Lierse            | D2                | 17         | 0          | CB              | 1               | 1               | -                  | -                  | -                  | -            | -           | -           | 18     | 1      |
| Totale Lierse     | Totale Lierse     | Totale Lierse     | 76         | 4          |                 | 2               | 1               |                    | -                  | -                  |              | -           | -           | 78     | 5      |
| gen.-giu. 2017    | Nacional          | PL                | 13         | 2          | CP+CdL          | -               | -               | -                  | -                  | -                  | -            | -           | -           | 13     | 2      |
| 2017-2018         | Moreirense        | PL                | 25         | 1          | CP+CdL          | 4+2             | 1+0             | -                  | -                  | -                  | -            | -           | -           | 31     | 2      |
| 2018-gen. 2019    | Moreirense        | PL                | 0          | 0          | CP+CdL          | 0               | 0               | -                  | -                  | -                  | -            | -           | -           | 0      | 0      |
| Totale Moreirense | Totale Moreirense | Totale Moreirense | 25         | 1          |                 | 6               | 1               |                    | -                  | -                  |              | -           | -           | 31     | 2      |
| gen.-giu. 2019    | Zamalek           | PL                | 15         | 1          | CE              | 0               | 0               | ACC+CC             | 0+9                | 0                  | SE           | 0           | 0           | 24     | 1      |
| 2019-2020         | Zamalek           | PL                | 26         | 7          | CE              | 4               | 2               | CCL                | 13                 | 0                  | SE+SA        | 1+1         | 0           | 45     | 9      |
| 2020-2021         | Zamalek           | PL                | 33         | 9          | CE              | 4               | 1               | CCL                | 5                  | 0                  | -            | -           | -           | 42     | 10     |
| 2021-2022         | Zamalek           | PL                | 30         | 19         | CE+CdL          | 3+0             | 1               | CCL                | 6                  | 1                  | SE           | 1           | 0           | 40     | 21     |
| 2022-2023         | Zamalek           | PL                | 34         | 13         | CE+CdL          | 4+0             | 3               | CCL                | 10                 | 6                  | -            | -           | -           | 48     | 22     |
| 2023-2024         | Zamalek           | PL                | 19         | 9          | CE              | 0               | 0               | ACC+CC             | 3+11               | 2+4                | -            | -           | -           | 33     | 15     |
| 2024-giu. 2025    | Zamalek           | PL                | 15         | 3          | CE+CdL          | 4+0             | 2+0             | CC                 | 9                  | 3                  | SE+SA        | 2+1         | 0           | 31     | 8      |
| Totale Zamalek    | Totale Zamalek    | Totale Zamalek    | 172        | 61         |                 | 19              | 2               |                    | 66                 | 16                 |              | 6           | 0           | 263    | 86     |
| giu. 2025         | Al-Ahly           | PL                | -          | -          | CE+CdL          | -               | -               | CCL                | -                  | -                  | SE+SA+CI+Cmc | 0+0+0+3     | 0           | 3      | 0      |
| Totale carriera   | Totale carriera   | Totale carriera   | 286        | 68         |                 | 27              | 4               |                    | 66                 | 16                 |              | 9           | 0           | 388    | 88     |

### Cronologia presenze e reti in nazionale
| Cronologia completa delle presenze e delle reti in nazionale ― Egitto | Cronologia completa delle presenze e delle reti in nazionale ― Egitto | Cronologia completa delle presenze e delle reti in nazionale ― Egitto | Cronologia completa delle presenze e delle reti in nazionale ― Egitto | Cronologia completa delle presenze e delle reti in nazionale ― Egitto | Cronologia completa delle presenze e delle reti in nazionale ― Egitto | Cronologia completa delle presenze e delle reti in nazionale ― Egitto | Cronologia completa delle presenze e delle reti in nazionale ― Egitto |
| Data                                                                  | Città                                                                 | In casa                                                               | Risultato                                                             | Ospiti                                                                | Competizione                                                          | Reti                                                                  | Note                                                                  |
| --------------------------------------------------------------------- | --------------------------------------------------------------------- | --------------------------------------------------------------------- | --------------------------------------------------------------------- | --------------------------------------------------------------------- | --------------------------------------------------------------------- | --------------------------------------------------------------------- | --------------------------------------------------------------------- |
| 7-11-2019                                                             | Alessandria d'Egitto                                                  | Egitto                                                                | 1 – 0                                                                 | Liberia                                                               | Amichevole                                                            | -                                                                     |                                                                       |
| 14-11-2019                                                            | Alessandria d'Egitto                                                  | Egitto                                                                | 1 – 1                                                                 | Kenya                                                                 | Qual. Coppa d'Africa 2021                                             | -                                                                     | 57’                                                                   |
| 18-11-2019                                                            | Moroni                                                                | Comore                                                                | 0 – 0                                                                 | Egitto                                                                | Qual. Coppa d'Africa 2021                                             | -                                                                     | 75’                                                                   |
| 14-11-2020                                                            | Il Cairo                                                              | Egitto                                                                | 1 – 0                                                                 | Togo                                                                  | Qual. Coppa d'Africa 2021                                             | -                                                                     | 88’                                                                   |
| 17-11-2020                                                            | Lomé                                                                  | Togo                                                                  | 1 – 3                                                                 | Egitto                                                                | Qual. Coppa d'Africa 2021                                             | -                                                                     | 56’                                                                   |
| 1-9-2021                                                              | Il Cairo                                                              | Egitto                                                                | 1 – 0                                                                 | Angola                                                                | Qual. Mondiali 2022                                                   | -                                                                     | 68’                                                                   |
| 30-9-2021                                                             | Alessandria d'Egitto                                                  | Egitto                                                                | 2 – 0                                                                 | Liberia                                                               | Amichevole                                                            | -                                                                     | 68’                                                                   |
| 1-12-2021                                                             | Doha                                                                  | Egitto                                                                | 1 – 0                                                                 | Libano                                                                | Coppa araba FIFA 2021 - 1º turno                                      | -                                                                     | 66’                                                                   |
| 4-12-2021                                                             | Doha                                                                  | Sudan                                                                 | 0 – 5                                                                 | Egitto                                                                | Coppa araba FIFA 2021 - 1º turno                                      | 1                                                                     | 62’                                                                   |
| 7-12-2021                                                             | Al Wakrah                                                             | Algeria                                                               | 1 – 1                                                                 | Egitto                                                                | Coppa araba FIFA 2021 - 1º turno                                      | -                                                                     | 83’                                                                   |
| 11-12-2021                                                            | Al Wakrah                                                             | Egitto                                                                | 3 – 1 dts                                                             | Giordania                                                             | Coppa araba FIFA 2021 - Quarti di finale                              | -                                                                     | 106’                                                                  |
| 15-12-2021                                                            | Doha                                                                  | Tunisia                                                               | 1 – 0                                                                 | Egitto                                                                | Coppa araba FIFA 2021 - Semifinale                                    | -                                                                     |                                                                       |
| 18-12-2021                                                            | Doha                                                                  | Egitto                                                                | 0 – 0 dts (4 – 5 dtr)                                                 | Qatar                                                                 | Coppa araba FIFA 2021 - Finale 3º posto                               | -                                                                     | 91’                                                                   |
| 11-1-2022                                                             | Garoua                                                                | Nigeria                                                               | 1 – 0                                                                 | Egitto                                                                | Coppa d'Africa 2021 - 1º turno                                        | -                                                                     | 58’                                                                   |
| 15-1-2022                                                             | Garoua                                                                | Guinea-Bissau                                                         | 0 – 1                                                                 | Egitto                                                                | Coppa d'Africa 2021 - 1º turno                                        | -                                                                     | 58’                                                                   |
| 19-1-2022                                                             | Yaoundé                                                               | Egitto                                                                | 1 – 0                                                                 | Sudan                                                                 | Coppa d'Africa 2021 - 1º turno                                        | -                                                                     | 57’                                                                   |
| 26-1-2022                                                             | Douala                                                                | Costa d'Avorio                                                        | 0 – 0 dts (4 – 5 dtr)                                                 | Egitto                                                                | Coppa d'Africa 2021 - Ottavi di finale                                | -                                                                     | 84’ 90+2’                                                             |
| 30-1-2022                                                             | Yaoundé                                                               | Egitto                                                                | 2 – 1 dts                                                             | Marocco                                                               | Coppa d'Africa 2021 - Quarti di finale                                | -                                                                     | 80’                                                                   |
| 3-2-2022                                                              | Yaoundé                                                               | Camerun                                                               | 0 – 0 dts (1 – 3 dtr)                                                 | Egitto                                                                | Coppa d'Africa 2021 - Semifinale                                      | -                                                                     | 118’                                                                  |
| 6-2-2022                                                              | Yaoundé                                                               | Senegal                                                               | 0 – 0 dts (4 – 2 dtr)                                                 | Egitto                                                                | Coppa d'Africa 2021 - Finale                                          | -                                                                     | 59’                                                                   |
| 29-3-2022                                                             | Dakar                                                                 | Senegal                                                               | 1 – 0 dts (3 – 1 dtr)                                                 | Egitto                                                                | Qual. Mondiali 2022                                                   | -                                                                     | 70’                                                                   |
| 5-6-2022                                                              | Il Cairo                                                              | Egitto                                                                | 1 – 0                                                                 | Guinea                                                                | Qual. Coppa d'Africa 2023                                             | -                                                                     | 65’                                                                   |
| 9-6-2022                                                              | Lilongwe                                                              | Etiopia                                                               | 2 – 0                                                                 | Egitto                                                                | Qual. Coppa d'Africa 2023                                             | -                                                                     | 76’                                                                   |
| 14-6-2022                                                             | Seul                                                                  | Corea del Sud                                                         | 4 – 1                                                                 | Egitto                                                                | Amichevole                                                            | -                                                                     | 70’                                                                   |
| 23-9-2022                                                             | Alessandria d'Egitto                                                  | Egitto                                                                | 3 – 0                                                                 | Niger                                                                 | Amichevole                                                            | -                                                                     | 46’                                                                   |
| 18-11-2022                                                            | Al Kuwait                                                             | Belgio                                                                | 1 – 2                                                                 | Egitto                                                                | Amichevole                                                            | -                                                                     | 72’                                                                   |
| 24-3-2023                                                             | Il Cairo                                                              | Egitto                                                                | 2 – 0                                                                 | Malawi                                                                | Qual. Coppa d'Africa 2023                                             | -                                                                     | 87’                                                                   |
| 28-3-2023                                                             | Lilongwe                                                              | Malawi                                                                | 0 – 4                                                                 | Egitto                                                                | Qual. Coppa d'Africa 2023                                             | 1                                                                     | 56’                                                                   |
| 14-6-2023                                                             | Marrakech                                                             | Guinea                                                                | 1 – 2                                                                 | Egitto                                                                | Qual. Coppa d'Africa 2023                                             | -                                                                     | 90+1’                                                                 |
| 18-6-2023                                                             | Il Cairo                                                              | Egitto                                                                | 3 – 0                                                                 | Sudan del Sud                                                         | Amichevole                                                            | -                                                                     | 46’                                                                   |
| 8-9-2023                                                              | Il Cairo                                                              | Egitto                                                                | 1 – 0                                                                 | Etiopia                                                               | Qual. Coppa d'Africa 2023                                             | -                                                                     | 77’                                                                   |
| 12-9-2023                                                             | Il Cairo                                                              | Egitto                                                                | 1 – 3                                                                 | Tunisia                                                               | Amichevole                                                            | -                                                                     | 64’                                                                   |
| 12-10-2023                                                            | al-'Ayn                                                               | Egitto                                                                | 1 – 0                                                                 | Zambia                                                                | Amichevole                                                            | -                                                                     | 46’                                                                   |
| 16-10-2023                                                            | al-ʿAyn                                                               | Egitto                                                                | 1 – 1                                                                 | Algeria                                                               | Amichevole                                                            | -                                                                     | 34’                                                                   |
| 16-11-2023                                                            | Il Cairo                                                              | Egitto                                                                | 6 – 0                                                                 | Gibuti                                                                | Qual. Mondiali 2026                                                   | -                                                                     | 62’                                                                   |
| 19-11-2023                                                            | Monrovia                                                              | Sierra Leone                                                          | 0 – 2                                                                 | Egitto                                                                | Qual. Mondiali 2026                                                   | -                                                                     | 69’                                                                   |
| 7-1-2024                                                              | Il Cairo                                                              | Egitto                                                                | 2 – 0                                                                 | Tanzania                                                              | Amichevole                                                            | -                                                                     | 61’                                                                   |
| 14-1-2024                                                             | Abidjan                                                               | Egitto                                                                | 2 – 2                                                                 | Mozambico                                                             | Coppa d'Africa 2023 - 1º turno                                        | -                                                                     | 84’                                                                   |
| 22-1-2024                                                             | Abidjan                                                               | Capo Verde                                                            | 2 – 2                                                                 | Egitto                                                                | Coppa d'Africa 2023 - 1º turno                                        | -                                                                     | 74’                                                                   |
| 28-1-2024                                                             | San-Pedro                                                             | Egitto                                                                | 1 – 1 dts (7 - 8 dtr)                                                 | RD del Congo                                                          | Coppa d'Africa 2023 - Ottavi di finale                                | -                                                                     | 90’                                                                   |
| 6-6-2024                                                              | Il Cairo                                                              | Egitto                                                                | 2 – 1                                                                 | Burkina Faso                                                          | Qual. Mondiali 2026                                                   | -                                                                     | 72’                                                                   |
| 10-6-2024                                                             | Bissau                                                                | Guinea-Bissau                                                         | 1 – 1                                                                 | Egitto                                                                | Qual. Mondiali 2026                                                   | -                                                                     |                                                                       |
| 6-9-2024                                                              | Il Cairo                                                              | Egitto                                                                | 3 – 0                                                                 | Capo Verde                                                            | Qual. Coppa d'Africa 2025                                             | -                                                                     | 66’                                                                   |
| 10-9-2024                                                             | Francistown                                                           | Botswana                                                              | 0 – 4                                                                 | Egitto                                                                | Qual. Coppa d'Africa 2025                                             | -                                                                     | 83’                                                                   |
| 11-10-2024                                                            | Il Cairo                                                              | Egitto                                                                | 2 – 0                                                                 | Mauritania                                                            | Qual. Coppa d'Africa 2025                                             | -                                                                     | 78’                                                                   |
| 15-10-2024                                                            | Nouakchott                                                            | Mauritania                                                            | 0 – 1                                                                 | Egitto                                                                | Qual. Coppa d'Africa 2025                                             | -                                                                     | 62’                                                                   |
| 21-3-2025                                                             | Casablanca                                                            | Etiopia                                                               | 0 – 2                                                                 | Egitto                                                                | Qual. Mondiali 2026                                                   | 1                                                                     | 83’                                                                   |
| 25-3-2025                                                             | Il Cairo                                                              | Egitto                                                                | 1 – 0                                                                 | Sierra Leone                                                          | Qual. Mondiali 2026                                                   | 1                                                                     | 73’                                                                   |
| Totale                                                                |                                                                       | Presenze                                                              | 48                                                                    |                                                                       | Reti                                                                  | 4                                                                     |                                                                       |

## Palmarès

### Club

#### Competizioni nazionali
- Coppa d'Egitto: 3

Zamalek: 2018-2019, 2020-2021, 2024-2025
- Supercoppa d'Egitto: 1

Zamalek: 2019
- Campionato egiziano: 2

Zamalek: 2020-2021, 2021-2022

#### Competizioni internazionali
- Coppa della Confederazione CAF: 2

Zamalek: 2018-2019, 2023-2024
- Supercoppa CAF: 2

Zamalek: 2020, 2024

### Individuale
- Capocannoniere del campionato egiziano: 1

2021-2022 (19 gol)